# Унгра (село)
Унгра (рум. Ungra) — село у повіті Брашов в Румунії. Адміністративний центр комуни Унгра.
Село розташоване на відстані 183 км на північ від Бухареста, 45 км на північний захід від Брашова.

## Населення
За даними перепису населення 2002 року у селі проживали 1267 осіб.
Національний склад населення села:
| Національність | Кількість осіб | Відсоток |
| -------------- | -------------- | -------- |
| цигани         | 707            | 55,8%    |
| румуни         | 487            | 38,4%    |
| угорці         | 41             | 3,2%     |
| німці          | 31             | 2,4%     |

Рідною мовою назвали:
| Мова      | Кількість осіб | Відсоток |
| --------- | -------------- | -------- |
| румунська | 1200           | 94,7%    |
| угорська  | 34             | 2,7%     |
| німецька  | 31             | 2,4%     |